# Pseudopirdana
Pseudopirdana là một chi bướm ngày thuộc họ Bướm nâu.